# Rehau
Rehau (pronunciación en alemán: /ˈʁeːaʊ̯/ⓘ) es una ciudad en el distrito de Hof, en Baviera, Alemania. El primer nombre documentado de Rehau fue "Resawe" en el año 1234. Rehau está situada en el Fichtelgebirge, a 12 km al sudeste de Hof y a 12 km al oeste de Aš. Anteriormente fue una ciudad bastante aislada, situada entre las fronteras de la República Checa y la antigua Alemania del este, con la caída del muro se ha transformado ahora en un área de rápido crecimiento, actualmente cuenta con una nueva conexión de autopista o (Autobahn) la cual le da un rápido acceso desde Munich y Nuremberg.
La principal fuente de ingresos y mayor empleador de la zona es la fábrica de polimeros REHAU AG + Co, fundada en 1948. Con más de 15.000 empleados, esta empresa es una compañía internacional, que produce productos en el área de la construcción y la industria automotriz.